# Падлевский, Зыгмунт
Зы́гмунт Падле́вский (пол. Zygmunt Padlewski, 1 января 1836, Малые Чернявцы, близ Бердичева, — 15 мая 1863, Плоцк) — польский революционер, один из руководителей восстания 1863 года.

## Биография
Родился в семье Владислава Падлевского, участника Ноябрьского восстания. Учился в кадетском корпусе в Бресте, затем в артиллерийском училище в Петербурге. Был членом тайного офицерского кружка генштабистов, возглавляемого Сераковским и одним из руководителей Комитета русских офицеров в Польше. В 1861 выехал во Францию, стал одним из руководителей революционной организации «Польская молодёжь» в Париже. Преподавал в польской военной школе в Генуе. В 1862 приехал в Царство Польское, был в составе польского руководящего повстанческого центра — Центрального национального комитета и назначен революционным начальником Варшавы. От имени ЦНК вёл переговоры с А. И. Герценом в Лондоне (сентябрь 1862) и ЦК «Земли и воли» в Петербурге (ноябрь 1862). После начала восстания — начальник повстанческих сил в Плоцком воеводстве. Грабил и расстреливал местных помещиков, отказывавшихся поддержать восставших. 22 апреля взят в плен русскими войсками, осуждён на смертную казнь и 15 мая расстрелян.